# 韦斯林根
韦斯林根（法語：Weislingen，法語發音：[vaisliŋ(ɡ)ən] ⓘ；莱茵法兰克语：Wislínge）是法国下莱茵省的一个市镇，属于萨韦尔讷区。

## 地理
韦斯林根（48°55'9"N, 7°15'7"E）面积7.01 平方千米，位于法国大東部大區下莱茵省，该省份为法国大陆部分最东部的省份，是阿尔萨斯的一部分，今与上莱茵省组成了阿尔萨斯欧洲集体，其南至上莱茵省，西南接孚日省和默尔特-摩泽尔省，西接摩泽尔省，北与德国接壤。
与韦斯林根接壤的市镇（或旧市镇、城区）包括：弗罗米勒、皮贝尔、蒂耶方巴克、福尔克斯贝格、瓦尔当巴克。
韦斯林根的时区为UTC+01:00、UTC+02:00（夏令时）。

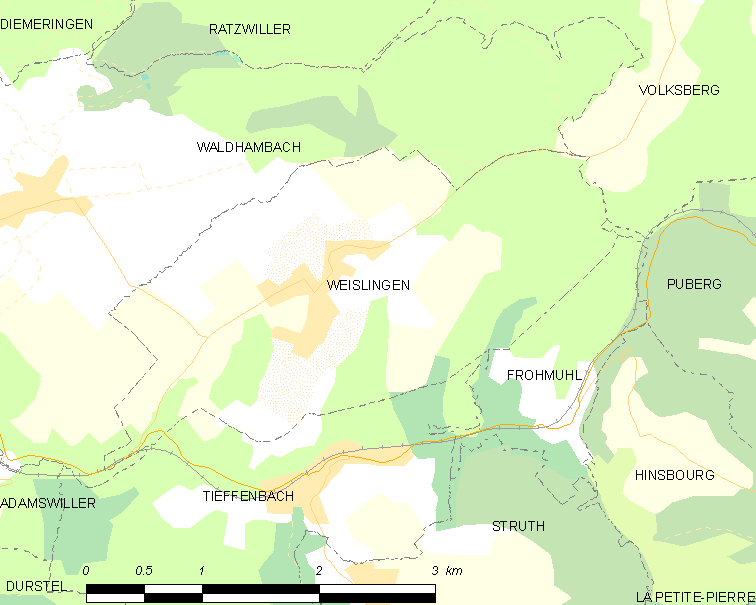
韦斯林根的OSM定位图

## 行政
韦斯林根的邮政编码为67290，INSEE市镇编码为67522。

## 政治
韦斯林根所属的省级选区为英维莱尔县。

## 人口

1962-2008年间韦斯林根人口变化图示

韦斯林根于2022年1月1日时的人口数量为545人。